# Dipòsit de propergol

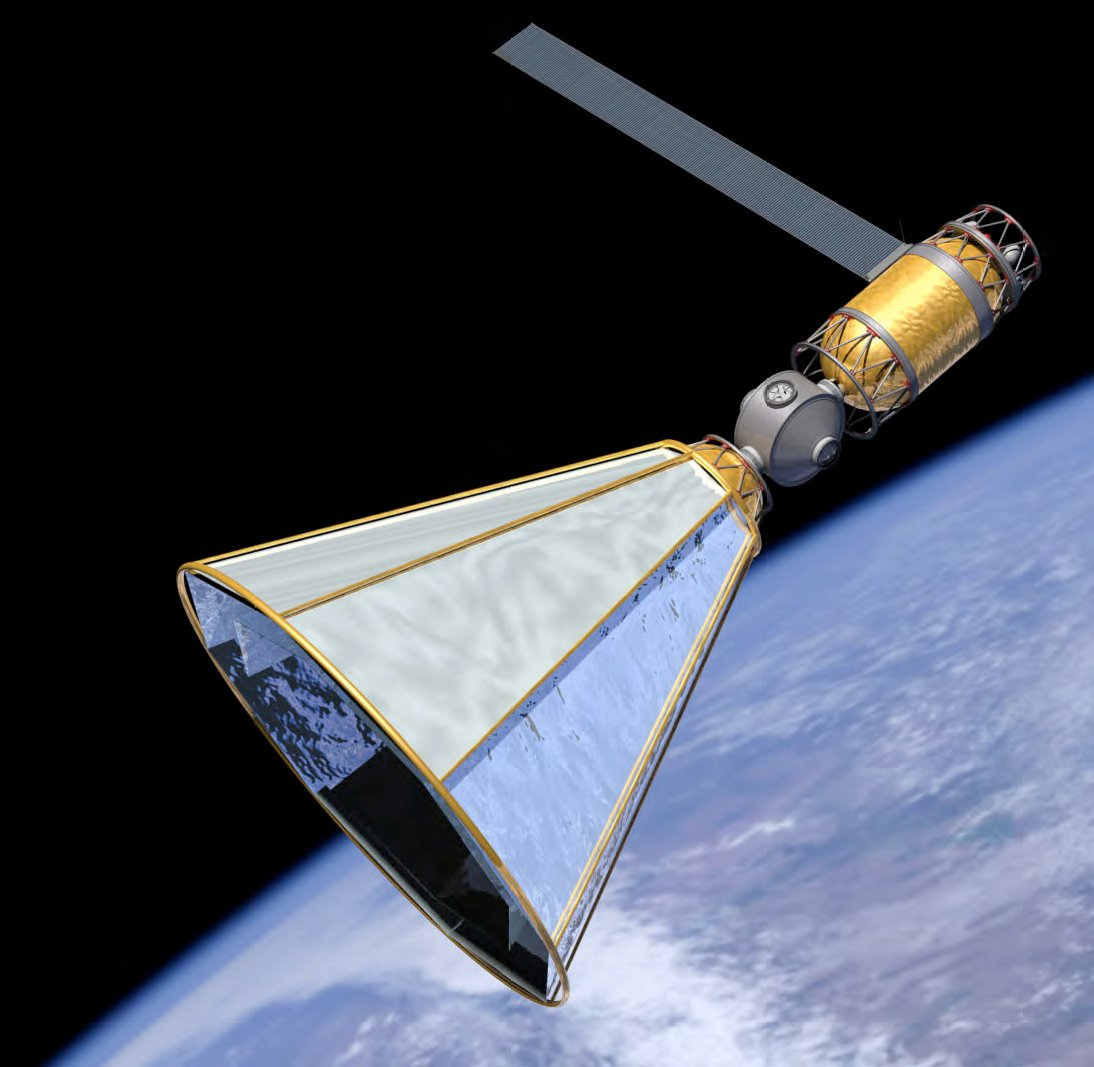
Concepció artística proposada per United Launch Alliance com a dipòsit de propergol amb escuts tèrmics.

Un dipòsit de propergol orbital és un banc de propergol que es col·loca en òrbita al voltant de la Terra o un altre cos per permetre naus espacials o l'etapa de transferència de la nau espacial a ser proveïda de combustible a l'espai. És un dels tipus de dipòsit de recursos espacials que s'han proposat per habilitar l'exploració basada en infraestructura espacial.
Hi ha molts conceptes de dipòsit diferents segons el tipus de combustible que es subministra, la ubicació o el tipus de dipòsit que també pot incloure un "petrolier de propergol" que proporciona una única càrrega a una nau espacial en una ubicació orbital específica i, a continuació, en marxa. Els dipòsits de combustible a l'interior no estan necessàriament situats a prop o en una estació espacial.
Els usuaris potencials de les instal·lacions d'emmagatzematge i abastament en òrbita inclouen agències espacials, ministeris de defensa i empreses de satèl·lits de comunicacions o altres empreses privades.
Els dipòsits de servei a satèl·lits estendrien la vida útil dels satèl·lits que gairebé han consumit totes les seves maniobres orbitals i probablement es col·loquin en una òrbita geosíncrona. La nau espacial conduiria un encontre espacial amb el dipòsit, o vice versa, i després la transferència de propergol per a ser utilitzat per a posteriors maniobres orbitals. Al 2011, Intelsat va mostrar interès en un missió inicial de demostració per reproveïr de combustible diversos satèl·lits en òrbita geosíncrona, però tots els plans han estat desatesos.
Una funció principal d'un dipòsit situat en òrbita terrestre baixa (LEO) seria proporcionar un propulsor a una etapa de transferència cap a la Lluna, Mart, o possiblement una òrbita geosíncrona. Atès que tota o una part del propergol de la fase de transferència es pot descarregar, la nau espacial llançada per separat amb càrrega útil i/o tripulació podria tenir una massa més gran o utilitzar un vehicle de llançament més petit. Amb un dipòsit en LEO o una cisterna, es pot reduir la mida del vehicle de llançament i augmentar la velocitat de vol o, amb una arquitectura de missió més nova, on la nau més enllà de l'òrbita terrestre també serveix de segona etapa, pot facilitar càrregues molt més grans -que pot reduir els costos de llançament total, ja que els costos fixos es reparteixen en més vols i els costos fixos solen ser més baixos amb vehicles de llançament més petits. També es podria col·locar un dipòsit al punt de Lagrange 1 Terra-Lluna (EML-1) o darrere de la Lluna en EML-2 per reduir costos per viatjar a la Lluna o a Mart. També s'ha suggerit que es col·loqui un dipòsit a l'òrbita de Mart.